# 미국 교통안전청
미국 교통안전청(Transportation Security Administration, TSA)은 미국 내 공공 교통 안전을 책임지는 미국 국토안보부 산하 기관으로, 9·11 테러 이후 여객기 등의 운행 안전 필요성이 대두되어 설립되었다. 2001년 9·11 테러 직후 107대 미국 의회에서 관련 법안이 통과되었고, 조지 W. 부시 대통령이 승인하여 2001년 11월 19일 정식으로 출범하였다. 초기에는 미국 교통부 아래 있었으나 2003년 3월 9일 국토안보부로 이관되었다. 주로 공항 등에서 보안 검색 임무를 담당하고 있다.

## 같이 보기
- 국제 민간 항공 기구